# باش لاییسقی
باش لاییسقی (به لاتین: Baş Layısqı) یک منطقه مسکونی در جمهوری آذربایجان است که در شهرستان شکی واقع شده است. باش لاییسقی ۲۰۱۴ نفر جمعیت دارد.

## ویژگی‌ها
این ناحیه در مجاورت شهرستان قاخ و داغستان در فدراسیون روسیه قرار دارد و دارای چشم‌انداز کوهستانی است. این روستا دو مدرسه، یک درمانگاه و یک مسجد دارد.